# Chaire à prêcher de l'église Notre-Dame de Versailles
La chaire à prêcher de l'église Notre-Dame à Versailles, une commune du département des Yvelines dans la région Île-de-France en France, est une chaire datant de 1684. La chaire est classée monument historique au titre d'objet depuis le 20 septembre 1910.
La chaire, créé par Briquet et Philippe Caffieri, est peinte en faux bois au cours de la restauration de l'église en 1886, suivant la mode de l'époque. Les Évangiles et le visage du Christ sont représentés sur l'élément qui soutient l'abat-voix octogonal. Au centre de celui-ci s'inscrit la colombe de Saint-Esprit entourée de rayons. 
Saint Pierre entre deux cornes d'abondance et surmonté d'un soleil, orne le panneau central de la chaire.